# محمد البشير (سياسي سوري)
محمد البشير (مواليد 1983 في جبل الزاوية) مهندس وسياسي سوري يشغل منصب وزير الطاقة في حكومة أحمد الشرع منذ 29 مارس (آذار) 2025. شغلَ قبلها منصب رئيس مجلس الوزراء منذ 10 ديسمبر (كانون الأول) 2024 في الحكومة الانتقالية التي أُنشئت بعد سقوط نظام الرئيس بشار الأسد حتى تعيينه وزيرًا للطاقة. وشغلَ من قبلُ منصب رئيس حكومة الإنقاذ السورية منذ 13 يناير (كانون الثاني) 2024 حتى تعيينه رئيسًا للحكومة الانتقالية.

## ولادته ونشأته
وُلد محمد البشير عام 1983، في منطقة جبل الزاوية بمحافظة إدلب. تخرَّج في جامعة حلب عام 2007 حاصلًا على شهادة في الهندسة الكهربائية والإلكترونية، تخصُّص اتصالات. عمل عام 2011 رئيسًا لقسم الأجهزة الدقيقة في محطَّة الغاز التابعة للشركة السورية للغاز. بعد اندلاع الحرب الأهلية السورية، تولَّى إدارة معهد الأمل التعليمي، الذي قدَّم التعليم للأطفال المتضرِّرين من الحرب.
في عام 2021، حصل على شهادة في الشريعة والقانون من جامعة إدلب، إضافة إلى شهادات في التنظيم الإداري وإدارة المشاريع.

## مسيرته السياسية
تولَّى محمد البشير منصب وزير التنمية والشؤون الإنسانية في حكومة الإنقاذ بإدلب، بين عامي 2022 و2023، ثم عُيِّن رئيسًا لحكومة الإنقاذ في بداية عام 2024، وكان له إسهام كبير في ازدهار مدينة إدلب وتطوُّرها. وكانت أنشَأت هيئة تحرير الشام حكومة الإنقاذ عام 2017، مشتملةً حينئذ على 11 حقيبةً وِزارية، وكانت تتبع لها خِدميًّا وإداريًّا مناطقُ إدلب وريف حماة الشمالي، وريف حلب الغربي الذي كان خاضعًا لسيطرة المعارضة.

### رئيس وزراء حكومة الإنقاذ السورية
في 13 يناير 2024، صوَّت مجلس الشُّورى في حكومة الإنقاذ على انتخاب البشير رئيسًا للوزراء. أولى برنامجه الانتخابي أهمية كبيرة للحكومة الإلكترونية وأتمتة العمليات الحكومية. خفَّضت حكومته رسوم العقارات، ويسَّرت لوائح تخطيط البناء، وأطلقت مشاورات لتطوير المخطَّط التنظيمي لمدينة إدلب.
في 5 مارس 2024، ومع اندلاع مظاهرات ضد هيئة تحرير الشام في إدلب واقتراب شهر رمضان، وقَّع البشير مرسومًا يمنح العفو للسجناء الذين لم يُدانوا بجرائم خطيرة.
في أواخر نوفمبر 2024، شنَّت غرفة عمليات القيادة العسكرية التابعة لهيئة تحرير الشام، بدعم من فصائل المعارضة ضمن الجيش الوطني السوري، هجوم شمال غرب سوريا، ممَّا أدى إلى السيطرة على حلب وتوسيع الأراضي الخاضعة لحكومة الإنقاذ جدًّا. في مؤتمر صحفي، صرَّح البشير أن الهجوم جاء ردًّا على الهجَمات التي شنَّتها قوات النظام السوري على المدنيين، وأدَّت إلى نزوح "عشرات الآلاف" منهم.
في 4 ديسمبر 2024، زار البشير مدينة حلب للإشراف على إعادة فتح المكاتب الحكومية، مُشِيدًا بالموظفين السابقين الذين عادوا إلى العمل.

### رئيس وزراء سوريا
في 9 ديسمبر 2024، وبعد سقوط نظام الأسد، كُلِّف محمد البشير تشكيلَ الحكومة الانتقالية السورية، بعد اجتماعٍ ضمَّ زعيم هيئة تحرير الشام أحمد الشرع، ورئيس الوزراء السوري المنتهية ولايته محمد غازي الجلالي؛ للتنسيق بشأن انتقال السلطة.
في اليوم التالي، عيَّن أحمد الشرع البشيرَ رسميًّا رئيسًا للوزراء في الحكومة الانتقالية حتى 1 مارس 2025.
في بيان متلفز، أعلن البشير أن مسؤولي حكومة الإنقاذ التقَوا مع ممثلين عن الحكومة السابقة لتسهيل تسليم السلطة، وأن وزراء حكومته السابقة سيتولون المناصب المقابلة لهم في الحكومة الانتقالية.

### وزيرًا للطاقة
في مساء السبت 29 رمضان 1446هـ الموافق 29 مارس (آذار) 2025م، أعلن الرئيس السوري أحمد الشرع تشكيلَ أول حكومة سورية شرعية برئاسته، بعد عهد البعث. تألفت الحكومة من 23 وزيرًا، وعُيِّن فيها محمد البشير وزيرًا للطاقة.